# LaFee (album)
LaFee è il primo album in studio della cantante tedesca LaFee.
Prodotto da Bob Arnz (che scoprì LaFee nel 2004) e registrato tra luglio e ottobre 2005, è stato pubblicato in Germania e Austria il 23 giugno 2006 per la Capitol, un'etichetta discografica legata alla EMI.

## Tracce
(Tutte le canzoni sono state scritte da Bob Arnz e Gerd Zimmermann.)
1. "Prinzesschen" - 4:18
2. "Virus" - 3:56
3. "Mitternacht" - 4:45
4. "Wo bist du (Mama)" - 4:41
5. "Verboten" - 3:47
6. "Halt mich" - 3:36
7. "Das erste Mal" - 3:18
8. "Du lebst" - 4:24
9. "Was ist das" - 3:55
10. "Lass mich frei" - 3:27
11. "Sterben für dich" - 2:58
12. "Wo bist du (Mama)" (Heavy mix) - 3:39

### Special Edition
1. "Warum" - 3:39 (Bonus track)

Bonus DVD
- "Virus" (Video Karaoke) - 4:00
- "Prinzesschen" (Video Karaoke) - 3:50
- Making of Virus
- Galleria fotografica

### Bravo Edition
La Bravo Edition non contiene la traccia "Wo bist du (Mama)" (Heavy Mix).
1. "Virus" (versione piano) - 3:53
2. "Sterben für dich" (versione piano) - 3:01
3. "Lass mich frei" (versione piano) - 2:54
4. "Das erste Mal" (versione piano) - 3:07
5. "Mitternacht" (versione piano) - 3:01
6. "Warum" - 3:35

- "Virus" (video musicale)
- "Prinzesschen" (video musicale)
- "Was ist das" (video musicale: Online version)
- "Mitternacht" (video musicale: Directors cut version)
- Galleria Fotografica

## Singoli
- "Virus" (10 marzo 2006)
- "Prinzesschen" (2 giugno 2006)
- "Was ist das" (1º settembre 2006)
- "Mitternacht" (24 novembre 2006)